# James Rodríguez
James David Rodríguez Rubio (Cúcuta, 12 de julho de 1991) é um futebolista colombiano que atua como meio-campista e meia-atacante. Atualmente joga no León e atua pela Seleção Colombiana.
É elogiado por sua capacidade técnica, visão de jogo, criação de jogadas e a sua finalização. Foi considerado por muitos o melhor jogador da Copa do Mundo FIFA de 2014, ficando em primeiro no ranking de estatísticas da FIFA. Acabou a competição como artilheiro, com seis gols. No dia 12 de janeiro de 2015, James ganhou o Prêmio Puskás de gol mais bonito do ano marcado diante da Seleção Uruguaia durante a Copa do Mundo de 2014.

## Carreira

### Envigado
James Rodríguez iniciou a sua carreira profissional em 2006, no Envigado, no momento em que o clube estava na segunda divisão. O meia permaneceu na equipe colombiana até o acesso para a elite em 2007.

### Banfield
Em 2008, James assinou com a equipe argentina do Banfield, onde fez sua estreia no time principal em 7 de fevereiro de 2009. Marcou seu primeiro gol pelo clube no dia 27 de fevereiro em uma vitória por 3 a 1 sobre o Rosario Central.
Em 2009 ele tornou-se titular da equipe, atuando em todos os jogos do Apertura 2009. Seu segundo gol para o Banfield veio em 26 de setembro, quando ele marcou com um remate ao ângulo superior de fora da área em um importante 2 a 1 contra o Newell's Old Boys. Foi uma vitória que ajudou o Banfield para ganhar o campeonato argentino pela primeira vez na história do clube.
Em dezembro de 2009, Udinese obteve a prioridade para uma transferência após o final da Copa Libertadores em julho de 2010.
Para o Clausura 2010, em 13 de fevereiro de 2010, Rodríguez marcou um golaço na partida contra o arquirrival Lanús com um chute de pé esquerdo nos minutos finais para fazer 2 a 0. Após o jogo, o diário desportivo site Diário Olé comparou seu estilo de jogo com o de Cristiano Ronaldo, e também o apelidaram de James Bond do Banfield.
Rodríguez acrescentou à sua reputação brilhante um gol na Copa Libertadores em 17 de fevereiro de 2010. Ele marcou o quarto gol da goleada sobre o Deportivo Cuenca fora de casa com um lindo chute com o pé esquerdo. Banfield goleou por 4 a 1. A sua época de pontuação maravilhoso continuou com uma cinta no jogo do grupo Copa Libertadores em 10 de março de 2010, em uma partida fora de casa contra o gigante uruguaio Nacional, Rodríguez marcou uma vez com um mergulho de cabeça e novamente de pênalti em seu pé-direito no jogo que terminou 2 a 2. O jovem, então com 18 anos, marcou mais um gol em 29 de abril de 2010, na segunda partida da rodada Copa Libertadores 2010 no primeiro jogo contra o Internacional e o Banfield, que venceu por 3 a 1. Levando seu total para cinco gols em sete jogos mas a temporada internacional terminou em derrota, sua equipe caiu sofrendo gols marcados fora, perdendo por 2 a 0, em Porto Alegre, em um jogo que Rodríguez recebeu um cartão vermelho por duas faltas.

### Porto
No dia 6 de julho de 2010, James assinou com o Porto por € 5,1 milhões, com 30% dos direitos econômicos acumulados por outros partidos. Ele assinou um contrato de 4 anos com uma cláusula de liberação € 30. O Porto mais tarde re-vendidos 10% dos direitos econômicos a terceiros. Em 18 de julho, ele jogou seu primeiro jogo e marcou seu primeiro gol em um amistoso contra Ajax. Em novembro, Porto vendeu 35% dos direitos econômicos (metade de 70%) para a Gol Football Luxembourg, SARL por € 2,5 milhões.
Em 15 de dezembro de 2010, Rodríguez marcou seu primeiro gol no futebol europeu, em uma vitória por 3 a 1 para o Porto contra o CSKA Sófia.
James também marcou um hat-trick contra o Vitória de Guimarães na vitória por 6 a 2 do Porto. Em 17 de maio, o Porto comprou os restantes 30% dos direitos econômicos de Convergência Capital Partners BV por € 2.250.000, feitas Porto mais uma vez realizou mais de metade dos direitos econômicos de 55%. Em 13 de junho, ele assinou um contrato de cinco anos de novo e a cláusula de liberação tinha aumentado para € 45 milhões.
Na temporada 2012–13, James se destacou mais. Dada a camisa 10, ele se tornou mais crucial em papéis principais para as vitórias do Porto. Em um jogo contra o Olhanense Rodriguez lascado um gol incrível fora da caixa em um ângulo apertado. No mesmo jogo, ele ajudou companheiro do mesmo país Jackson Martínez com um impressionante através de bola para um eventual vitória por 3 a 2. Rodriguez marcou mais um gol contra o Beira-Mar, não antes de assistir os dois primeiros gols tudo terminando em uma vitória esmagadora por 4 a 0. Rodriguez assistido um gol com um rebote cobrança de falta em um jogo fora de casa contra o Rio Ave, que, eventualmente, terminou em 2 a 2. Durante o jogo, ele bateu um tiro estrondoso que bateu na trave quase vai dentro.
Na fase de grupos da Liga dos Campeões da UEFA de 2012–13, ele marcou contra o francês Paris Saint-Germain, em uma vitória por 1 a 0 que lhes permite o início de seu grupo atual. Alguns dias mais tarde, James Rodriguez marcou de pênalti contra rivais do Sporting. Em apenas um mês, o primeiro da temporada 2012–13, James ganhou o Jogador do Mês SJPF prêmio por seu feito impressionante. Na terceira rodada da fase de grupos durante os campeões 2012–13 liga, ele ajudou a meta de uma vitória por 3 a 2 final. James assistida outro gol contra o Estoril em uma vitória por 2 a 1.
Em uma goleada de 5 a 0 sobre o Marítimo, James marcou uma cinta de 2 gols. James marcou mais um gol, desta vez, contra a Académica de Coimbra. No jogo de Liga dos Campeões contra o Dinamo Zagreb, Rodriguez havia criado em todos os jogos que levam a todos os 3 gols em um 3 a 0, apesar de não atender diretamente os objetivos próprios. No minuto 90 contra o Sporting Braga, Rodriguez marcou um gol jogo vencedor, que terminou 2 a 0. Apesar de não mudar o placar da vitória por 1 a 0, visivelmente Rodriguez tornou-se um fator de grande jogo mudança no ataque do Porto, apesar de sua aptidão atual. Em seu segundo jogo do campeonato desde o seu retorno, James assistido um gol com um cruzamento maravilhoso contra o Rio Ave.
Rodríguez marcou um gol no empate de 1 a 1 contra o  Marítimo. O Manchester United teria feito uma oferta por 30 milhões de euros para comprar James, mas foi rejeitada pelo Porto para a oferta foi considerada "muito baixa". Rodriguez fez sua estreia na Taça da Liga, onde marcou de pênalti nas semifinais. Porto venceu a partida por 4 a 0 e avançar para as finais. Rodriguez deu um homem do desempenho partida contra o Sporting Braga , marcando o primeiro gol em um impressionante "maravilha objetivo distância", e ajudar duas, uma do campo e outra da esquina em uma vitória por 3 a 1. Rodriguez assistida um dos gols na vitória por 2 a 0 sobre o Vitória de Setúbal. Rodriguez marcou o primeiro gol na vitória por 3 a 1 sobre o Nacional.
No último jogo da temporada contra o Paços de Ferreira ajudou a assegurar que o Porto iria ganhar seu terceiro título nacional consecutivo, depois de ser desarmado dentro da caixa e garantir uma pena que mais tarde foi marcado proporcionando assim a ajudar. Ele terminou a temporada marcando 10 gols e 13 assistências em fornecer apenas 24 aparições, o seu maior índice na prestação de gols (marcando e ajudando-os) em uma única temporada até o momento. Em geral, ele marcou 13 gols e 15 assistências, desde dentro de 32 jogos em todas as competições para Porto da temporada 2012–13. Ganhar o título do campeonato fez com que James Rodríguez conquistasse seu oitavo troféu desde que chegou ao Porto em 2009, logo após três temporadas passadas na Europa e com apenas 21 anos de idade.

### Monaco
Assinou com o Monaco, do Principado de Mónaco no dia 24 de maio de 2013, junto com seu companheiro João Moutinho. O Porto anunciou o acordo junto ao Monaco quanto às transferências de João Moutinho e de James Rodríguez. Os dois jogadores assinam por cinco temporadas. O clube comunicou à CMVM as transferências de João Moutinho e de James Rodríguez para o Monaco por um total de 70 milhões de euros. O clube especifica que o meia português transferiu-se por 25 milhões de euros, enquanto o meia-atacante colombiano por 45 milhões, sendo este o valor da cláusula de rescisão.

### Real Madrid

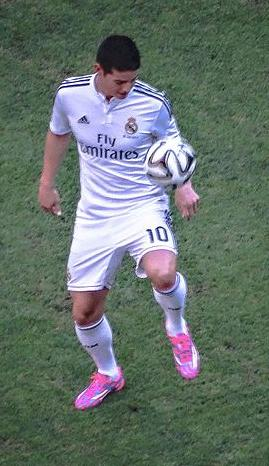
James Rodríguez em apresentação pelo Real Madrid, em 2014.

Após disputar uma boa Copa do Mundo pela Seleção Colombiana, James se transferiu em 22 julho de 2014 ao time merengue pelo contrato de seis temporadas e recebeu a camisa 10. Estreou pelo Real Madrid como titular na Supercopa da UEFA contra o Sevilla, o time merengue venceu por 2 a 0 e conquistou seu segundo título na competição. Marcou seu primeiro gol com a camisa merengue contra o Atlético de Madrid, no empate por 1 a 1 em partida válida pela Supercopa da Espanha.
James foi protagonista na campanha do título mundial do Real Madrid no Mundial de Clubes da FIFA, apesar de não ter jogado na semifinal contra o Cruz Azul, jogou contra o San Lorenzo na final, onde o Real ganhou por 2 a 0. Após ficar um longo tempo sem jogar por conta de uma lesão, James voltou a atuar diante do Granada numa goleada por 9 a 1 em partida válida pelo Campeonato Espanhol. Voltou a marcar na partida seguinte contra o Rayo Vallecano numa vitória por 2 a 0, novamente em partida válida pelo Campeonato Espanhol.
Alguns dias antes do fim da temporada 2016–17, James fez sua última partida no Santiago Bernabéu e após isso se despediu da torcida. Na final da Liga dos Campeões, o técnico francês Zidane nem escalou o meia colombiano, que só viria a aparecer no estádio após o final da partida para comemorar o título, encerrando assim sua passagem pelo clube espanhol.

### Bayern de Munique

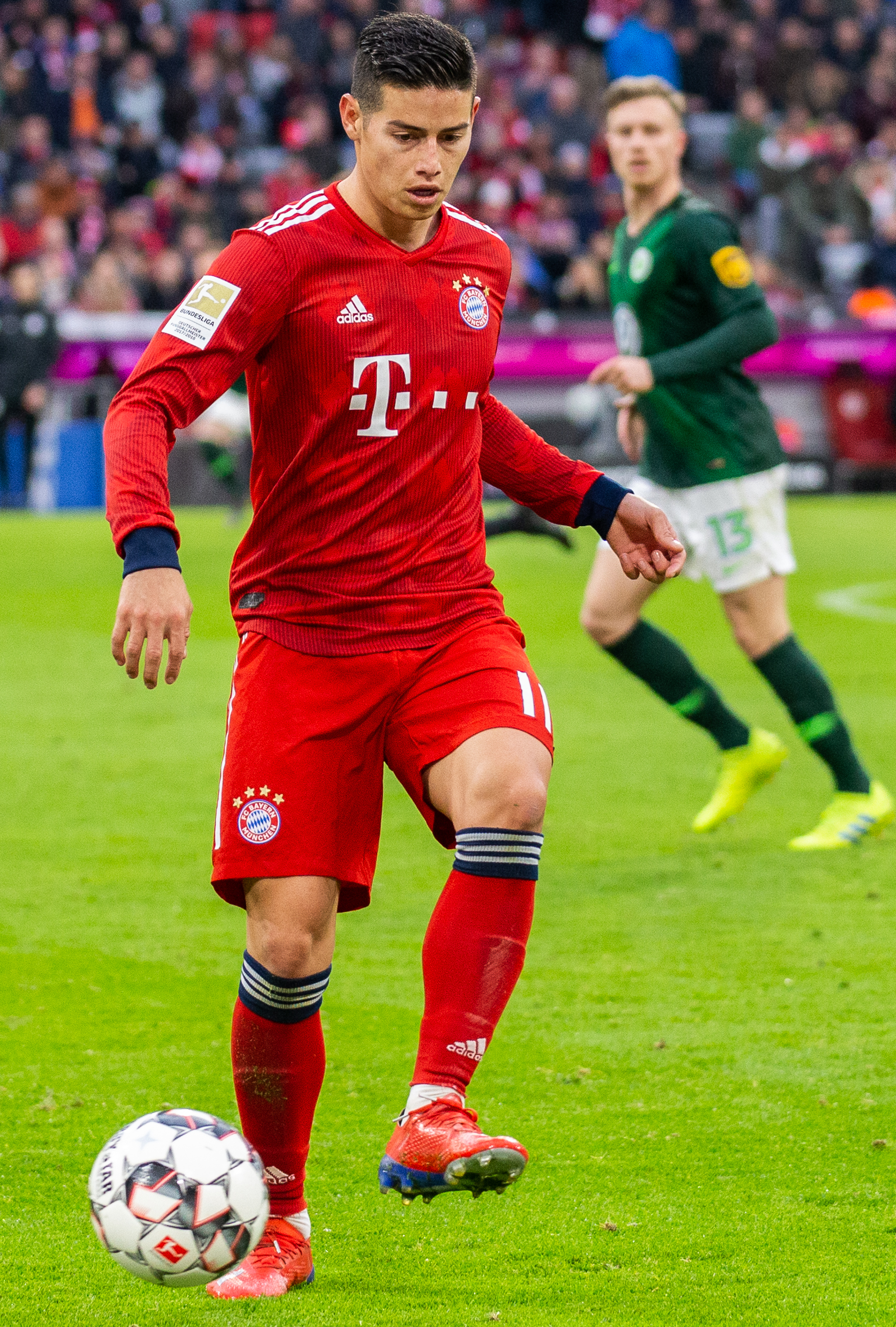
Rodríguez atuando pelo Bayern em 2019.

No dia 11 de julho de 2017, o Real Madrid, através de um comunicado oficial, anunciou o empréstimo de James ao Bayern de Munique por duas temporadas, com opção de compra ao término do mesmo. Ele fez sua estreia oficial em 9 de setembro em uma derrota por 2-0 para o Hoffenheim entrando aos 78 minutos para Thomas Müller.[carece de fontes?] Ele marcou seu primeiro gol de seu período de empréstimo em uma vitória por 3-0 fora de casa sobre o Schalke 04.

### Retorno ao Real

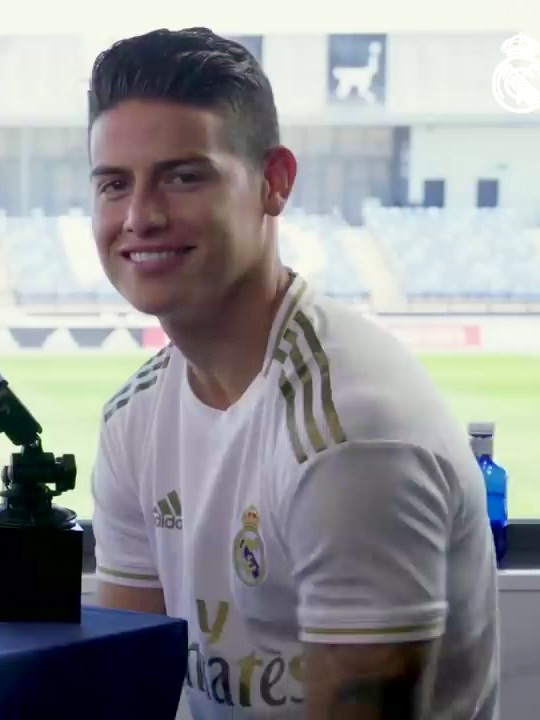
James Rodríguez pelo Real Madrid em 2019.

Inicialmente fora dos planos de Zidane para a temporada 2019–20, retornou do empréstimo ao Bayern e recebeu a camisa 16, já que Luka Modrić ficou com a 10. Marcou seu primeiro gol no Campeonato Espanhol no dia 5 de outubro, na goleada de 4 a 2 contra o Granada.

### Everton
No dia 7 de setembro de 2020, o Everton anunciou a contratação de James, recebendo a camisa 19. James estreou pelo Everton em 13 de setembro de 2020, em vitória ante ao Tottenham por 1-0, fora de casa, em jogo válido pela primeira rodada do Campeonato Inglês. Já em 19 de setembro, James fez seu primeiro gol pelo Everton, o clube de Liverpool atropelou o West Bromwich por 5 a 2 no Goodison Park pela 2ª rodada da Premier League.
Após um início regular no clube inglês, seu rendimento caiu e ele se mostrou um jogador inconsistente. A saída de Carlo Ancelotti, que entregou o cargo após receber uma proposta do Real Madrid, aprofundou a crise pela qual o jogador passava. A chegada de Rafa Benítez para substituir Ancelotti não o ajudou a recuperar sua antiga forma, visto que James e Rafa já haviam trabalhado juntos no Real Madrid e passaram a ter conflitos no relacionamento desde então. Algumas semanas antes de deixar o Everton, James admitiu em uma live stream que não acompanhava o calendário e "nem sequer sabia com quem o Everton iria jogar em seguida", enfurecendo a torcida do clube com tamanho desleixo. Rafa chegou a falar sobre a sua saída, afirmando que James não se esforçava o suficiente nos treinamentos e que seria injusto sobrepô-lo em relação aos seus colegas de equipe. Além disso, como um jogador suscetível a lesões, alguém que só estava disponível metade da temporada não seria o que o Everton precisa naquele momento.
James Rodríguez deixou os The Toffees, onde ele entrou em campo 26 vezes, marcou seis gols e deu nove assistências.

### Al-Rayyan
Em 22 de setembro de 2021, foi anunciado e oficializado como novo reforço do clube catariano Al-Rayyan. O valor da transferência não foi divulgado, mas a imprensa da Inglaterra acredita que isso se deva ao fato da negociação representar números abaixo do esperado, já que o mercado europeu havia fechado e as negociações com Porto e Milan terem falhado. Já nas primeiras partidas pelo clube, James Rodriguez apresentou graves problemas de disciplina. Após uma sequência de resultados ruins com o clube do Qatar, recebeu um cartão vermelho e foi expulso após agredir o árbitro, numa partida válida pela Q-League contra o Al-Arabi, no dia 31 de outubro.

### Olympiacos
Em 16 de setembro de 2022, foi anunciado no Olympiacos, time grego, que não revelou os termos ou tempo de contrato, mas veículos da imprensa europeia falam em um acordo até meados de 2024. James fez sua estreia em 18 de setembro como titular em uma derrota por 2-1 fora de casa para o Aris Thessaloniki. Já seu primeiro gol veio em 17 de outubro, em uma derrota por 1-2 para o PAOK.
Em 13 de abril de 2023, o Olympiacos rescindiu o contrato de James Rodríguez por mútuo acordo. Pelo Olympiacos, ele fez 23 jogos, com cinco gols marcados e seis assistências.

### São Paulo

#### 2023
Em 26 de julho de 2023, o São Paulo acertou a contratação de James, que assinou um contrato de 2 anos com o Tricolor. O colombiano veio sem custos ao clube, que teve a influência de lateral-direito Rafinha, ex-colega de James no Bayern de Munique, na negociação.
Chegando como o possível maior reforço do futebol brasileiro na janela, foi recepcionado pela torcida Tricolor com muita festa no Aeroporto de Congonhas. O voo de James, que foi de Medellín até São Paulo, fazendo conexão em Manaus, foi o mais acompanhado no mundo no dia 30 de julho.
James Rodríguez fez sua estreia no Maracanã diante do Flamengo em um empate por 1 a 1, pela 19.ª rodada do Brasileirão. Após alguns jogos entrando durante pouco tempo, foi destaque na partida contra a LDU, pelas quartas da Copa Sul-americana, indo de herói a vilão. Com o agregado em 2x1 para os equatorianos, James entrou no segundo jogo, no Morumbi, e deu a assistência para o gol de Arboleda, empatando a eliminatória, sua primeira participação em gol pelo clube. Porém, na disputa de pênaltis, foi o único jogador a errar sua cobrança, pegando com os dois pés na bola e mandando para fora, consequentemente resultando na classificação da LDU. Marcou seu primeiro gol pelo clube na derrota em casa por 2–1 para o Fortaleza.
James fez parte do elenco campeão da Copa do Brasil de 2023, o primeiro título da competição na história do São Paulo.
James terminou a temporada abaixo das expectativas, já que em momento algum foi titular e fez apenas 14 jogos, um gol e três assistências.[carece de fontes?]

#### 2024
No dia 7 de fevereiro de 2024, após pouco atuar, pediu desligamento, que foi aceito pelo clube paulista. Porém, o jogador teve uma nova conversa com a diretoria do São Paulo, na presença do técnico Thiago Carpini, e ficou decidido que voltaria a jogar pelo clube.
Em 30 de julho de 2024, após novas negociações, foi anunciado que James Rodríguez rescindiu seu contrato com o clube de forma amigável. Sua saída foi vista como uma tentativa do São Paulo de reequilibrar seu elenco e buscar alternativas mais adequadas ao seu estilo de jogo. Na temporada, o atleta atuou em apenas 8 jogos, marcando um gol e uma assistência.
Ao todo em sua passagem no Tricolor paulista, ele atuou em 22 jogos, marcou dois gols, quatro assistências e conquistou um título: a Copa do Brasil.

### Rayo Vallecano
Em 26 de agosto de 2024, o Rayo Vallecano, da Espanha, anunciou a sua contratação, com o contrato válido para a temporada 2024/25, com a possiblidade de estender o vínculo por mais um ano.
Em janeiro de 2025, James Rodriguez rescindiu seu contrato com o clube espanhol. Com a camisa dos Franjirrojos foram 7 jogos e nenhum gol marcado.

### León
Em janeiro de 2025, o clube mexicano León anunciou a contratação de James Rodríguez.

## Seleção Colombiana
Em 2007, James fez parte dos Sub-17 da Colômbia equipes que terminaram vice-campeão no Sul-Americano Sub-17 campeonatos. Ele também fez parte da equipe Sub-20 da Colômbia, na Copa do Mundo Sub-20 de 2011. Com a Seleção Colombiana, conquistou o Torneio Internacional de Toulon em 2011.
Foi convocado pela primeira vez para a Seleção Principal da Colômbia no dia 29 de setembro de 2009, para uma partida contra a Bolívia que viria a ser disputada no dia 11 de outubro de 2011. Ele foi escolhido como o homem do jogo, tendo fez uma performance impressionante, incluindo iniciado a jogada do gol marcado no último minuto por seu ex-companheiro de Porto, Radamel Falcao García, o que permitiu uma vitória de 2 a 1. Ele marcou seu primeiro gol pelo time principal contra o Peru. A Colômbia passou a ganhar mais partidas e subiram na tabela de qualificação para a Copa do Mundo, saindo do sexto para o quinto lugar.
No jogo pelas Eliminatórias da Copa do Mundo contra o Uruguai, James assistida 2 gols em uma fila de um começo 1 a 0 vencedora, a um jogo de 3 a 0 vencedora que eventualmente terminou 4 a 0. Rodriguez fez um belo gol de um chute de 30 jardas livre contra o Chile nivelar o jogo para uma vitória por 3 a 1 eventual longe impulsionar Brasil para uma posição de 2º lugar na fase de qualificação. Para o amistoso internacional última do ano para a Colômbia, James ajudou o único objetivo permitir a Colômbia para amarrar com Copa de 2014 hospeda Brasil 1 a 1.
James jogou sua primeira partida de 2013, na segunda metade das eliminatórias da CONMEBOL contra a Bolívia, onde deram um homem do desempenho partida de abertura. Ele ajudou a criar o segundo gol graças a uma cobrança de falta que ele tomou. O jogo terminou com uma eventual vitória por 5 a 0.

### Copa do Mundo 2014

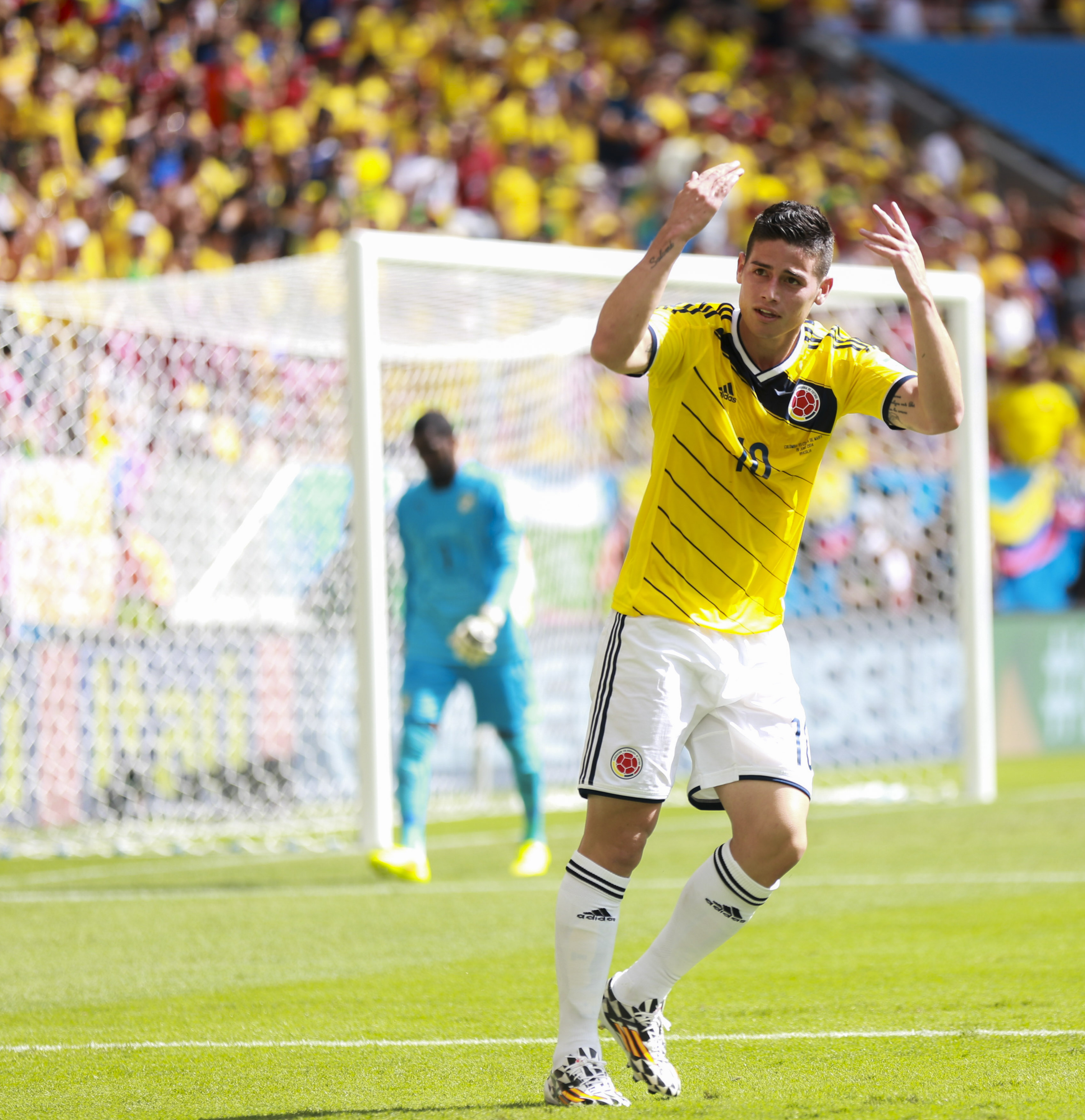
James Rodríguez pela Colômbia na Copa do Mundo FIFA de 2014.

Durante a Copa do Mundo FIFA de 2014, James se destacou, sendo a grande revelação da competição. Ele marcou nas três primeiras partidas da fase de grupos, contra a Grécia, Costa do Marfim e um golaço diante do Japão. Nas oitavas de final contra o Uruguai, completou o quarto jogo marcando dois gols, inclusive um golaço de fora da área que foi eleito pela FIFA como o gol mais bonito do mundial, assim tornando-se o principal responsável pela classificação da equipe às quartas de finais. Nas quartas de finais a Colômbia foi derrotada pelo país anfitrião, o Brasil por 2 a 1, onde James não fez uma boa partida, mas marcou um gol de pênalti. Programas esportivos no país do futebol exaltam a qualidade deste jogador, principalmente, após marcar os gols da classificação da equipe às quartas. Além disto, as comparações não se resumem somente ao estilo deste grande jogador, mas justamente ao principal jogador da Seleção Brasileira, Neymar. James Rodriguez terminou a Copa do Mundo com 6 gols marcados em 5 partidas, ao todo, assim foi o artilheiro do mundial, recebendo a Chuteira de Ouro.
Rodríguez não foi convocado pelo técnico Reinaldo Rueda para as Eliminatórias Sul-Americanas para a Copa do Mundo de 2022. Rueda justificou sua decisão, alegando que o meia não estaria no nível ideal para a competição, depois de vir apresentando uma lesão muscular recorrente na panturrilha direita. Rodríguez se surpreendeu e ficou decepcionado com a decisão, afirmando que já havia se recuperado e que sempre se dedicou ao máximo pela Seleção da Colômbia.

### Copa América 2024
James Rodríguez foi o craque da Copa América. Ele terminou a competição com um gol e seis assistências. Apesar de não ter tido uma boa atuação na final, o jogador foi o nome do torneio. Ao todo, James foi o jogador da Seleção da Colômbia que mais teve participações diretas em gols. Ao todo, o meio-campista participou diretamente de sete gols.  Além disso, o meia conquistou quatro troféu de homem da partida. Assim, tornou-se o jogador com mais prêmio no quesito durante a competição.

## Estilo de jogo
James pode jogar em qualquer lugar a partir de uma posição de meio-campo para a posição de ala.
Ele adapta um forte papel no clube e na Seleção Colombiana. Tal como o seu antecessor, Carlos Valderrama, Rodríguez joga um estilo altruísta de passes e ajuda a contribuir para a maioria dos objetivos em cada clube que ele jogou, assim como o lado colombiano nacional. Enquanto ele joga abnegadamente a maior parte do tempo, ele pode ser egoísta, quando necessário, tendo chances de marcar gols. James é conhecido por ser mentalmente afiado, prever, e também possui muito bons reflexos; capaz de controlar a bola tão bem com o pé direito. Como Valderrama, ele raramente precisa se mover independentemente da distância e/ou direção de tiro quando passa.
A comparação de James com Cristiano Ronaldo tem sido baseada em seu estilo espelhado; como Cristiano, James é capaz de driblar fantasticamente com sua cabeça erguida. Ele também carrega o traço forte de velocidade de Cristiano e reações com bola controlar se movendo com a bola ou passá-lo para certas peças. Isso também permitiu Rodriguez um saldo de marcar gols como bem, também é parecido no estilo de jogo com o alemão Mesut Özil, tendo muita calma, e no momento certo fazer um passe que pode dar gol.

## Vida pessoal
Em 2017, a revista Forbes estimou que a renda anual de James era de US$ 21,9 milhões.
James foi casado com a jogadora de voleibol Daniela Ospina, irmã de David Ospina, que também atua na seleção colombiana de futebol desde 2011, com quem tem uma filha chamada Salome, nascida em 29 de maio de 2013. No dia 27 de julho de 2017 foi anunciado que o casal estava em processo de divórcio.
É descrito por alguns jogadores como tímido, humilde e brincalhão. Nos tempos de Porto, era bastante próximo dos brasileiros Kelvin e Souza. Posteriormente, no Monaco, tornou-se amigo do brasileiro Fabinho.
Nós viramos amigos. Dentro de campo, ele sempre se mostrou um cara diferente, com aquela canhotinha dele. O James sempre acha uma assistência não se sabe de onde. Quando tinha treinos de bola parada, ele deixava todo mundo de boca aberta – falou Fabinho.

### Seleção
| #  | Data                   | Local                                                          | Adversário      | Placar | Resultado | Competição                                  |
| -- | ---------------------- | -------------------------------------------------------------- | --------------- | ------ | --------- | ------------------------------------------- |
| 1  | 3 de junho de 2012     | Estádio Nacional, Lima, Peru                                   | Peru            | 0 – 1  | 0 – 1     | Eliminatórias da Copa do Mundo FIFA de 2014 |
| 2  | 11 de setembro de 2012 | Estádio Monumental de Chile, Santiago, Chile                   | Chile           | 1 – 1  | 1 – 3     | Eliminatórias da Copa do Mundo FIFA de 2014 |
| 3  | 6 de setembro de 2013  | Estádio Metropolitano, Barranquilla, Colômbia                  | Equador         | 1 – 0  | 1 – 0     | Eliminatórias da Copa do Mundo FIFA de 2014 |
| 4  | 5 de março de 2014     | Estadi Cornellà-El Prat, Barcelona, Espanha                    | Tunísia         | 1 – 0  | 1 – 1     | Amistoso                                    |
| 5  | 6 de junho de 2014     | Estádio Pedro Bidegain, Buenos Aires, Argentina                | Jordânia        | 1 – 0  | 3 – 0     | Amistoso                                    |
| 6  | 14 de junho de 2014    | Estádio Mineirão, Belo Horizonte, Brasil                       | Grécia          | 3 – 0  | 3 – 0     | Copa do Mundo FIFA de 2014                  |
| 7  | 19 de junho de 2014    | Estádio Mané Garrincha, Brasília, Brasil                       | Costa do Marfim | 1 – 0  | 2 – 1     | Copa do Mundo FIFA de 2014                  |
| 8  | 24 de junho de 2014    | Arena Pantanal, Cuiabá, Brasil                                 | Japão           | 1 – 4  | 1 – 4     | Copa do Mundo FIFA de 2014                  |
| 9  | 28 de junho de 2014    | Estádio do Maracanã, Rio de Janeiro, Brasil                    | Uruguai         | 1 – 0  | 2 – 0     | Copa do Mundo FIFA de 2014                  |
| 10 | 28 de junho de 2014    | Estádio do Maracanã, Rio de Janeiro, Brasil                    | Uruguai         | 2 – 0  | 2 – 0     | Copa do Mundo FIFA de 2014                  |
| 11 | 4 de julho de 2014     | Arena Castelão, Fortaleza, Brasil                              | Brasil          | 2 – 1  | 2 – 1     | Copa do Mundo FIFA de 2014                  |
| 12 | 14 de outubro de 2014  | Red Bull Arena, Nova Jérsei, Estados Unidos                    | Canadá          | 1 – 0  | 1 – 0     | Amistoso                                    |
| 13 | 12 de novembro de 2015 | Estádio Monumental de Chile, Santiago, Chile                   | Chile           | 1 – 1  | 1 – 1     | Eliminatórias da Copa do Mundo FIFA de 2018 |
| 14 | 24 de março de 2016    | Estádio Hernando Siles, La Paz, Bolívia                        | Bolívia         | 0 – 1  | 2 – 3     | Eliminatórias da Copa do Mundo FIFA de 2018 |
| 15 | 3 de junho de 2016     | Levi's Stadium, Santa Clara, Estados Unidos                    | Estados Unidos  | 0 – 2  | 0 – 2     | Copa América Centenário                     |
| 16 | 7 de junho de 2016     | Rose Bowl, Pasadena, Estados Unidos                            | Paraguai        | 2 – 0  | 2 – 1     | Copa América Centenário                     |
| 17 | 1 de setembro de 2016  | Estádio Metropolitano Roberto Meléndez, Barranquilla, Colômbia | Venezuela       | 1 – 0  | 2 – 0     | Eliminatórias da Copa do Mundo FIFA de 2018 |
| 18 | 23 de março de 2017    | Estádio Metropolitano Roberto Meléndez, Barranquilla, Colômbia | Bolívia         | 1 – 0  | 1 – 0     | Eliminatórias da Copa do Mundo FIFA de 2018 |
| 19 | 28 de março de 2017    | Estádio Olímpico Atahualpa, Quito, Equador                     | Equador         | 1 – 0  | 2 – 0     | Eliminatórias da Copa do Mundo FIFA de 2018 |
| 20 | 13 de junho de 2017    | Coliseum Alfonso Pérez, Getafe, Espanha                        | Camarões        | 1 – 0  | 4 – 0     | Amistoso                                    |
| 21 | 10 de outubro de 2017  | Estádio Nacional, Lima, Peru                                   | Peru            | 0 – 1  | 1 – 1     | Eliminatórias da Copa do Mundo FIFA de 2018 |
| 22 | 11 de outubro de 2018  | Raymond James Stadium, Baía de Tampa, Estados Unidos           | Estados Unidos  | 1 – 0  | 4 – 2     | Amistoso                                    |
| 23 | 17 de novembro de 2020 | Estádio Rodrigo Paz Delgado, Quito, Equador                    | Equador         | 4 – 1  | 6 – 1     | Eliminatórias da Copa do Mundo FIFA de 2022 |

## Títulos
Envigado
- Primera B Colombia: 2007

Banfield
- Primera División Argentina: Apertura 2009

Porto
- Supertaça de Portugal: 2010, 2011 e 2012
- Liga Europa da UEFA: 2010–11
- Primeira Liga: 2010–11, 2011–12 e 2012–13
- Taça de Portugal: 2010–11

Real Madrid
- Supercopa da UEFA: 2014 e 2016
- Copa do Mundo de Clubes da FIFA: 2014 e 2016
- Liga dos Campeões da UEFA: 2015–16 e 2016–17
- La Liga: 2016–17 e 2019–20
- Supercopa da Espanha: 2019–20

Bayern de Munique
- Bundesliga: 2017–18 e 2018–19
- Copa da Alemanha: 2018–19

São Paulo
- Copa do Brasil: 2023[99]

### Seleção Colombiana
- Torneio Internacional de Toulon: 2011

### Prêmios Individuais
- Jogador revelação na Argentina: 2009
- Melhor jogador jovem do Campeonato Argentino: 2009
- Melhor jogador jovem da Copa Libertadores: 2010
- Melhor jogador do Torneio de Toulon: 2011
- Dragão de Ouro de Portugal (Jogador revelação do ano): 2011
- Jogador revelação de Portugal no ano: 2012
- 59º melhor jogador do ano de 2012 (The Guardian)[100]
- Melhor jogador jovem do Campeonato Português: 2011–12
- Melhor jogador do mês no Campeonato Português: Agosto 2012 e Setembro 2012
- Bola de Ouro do Campeonato Português (Liga Zon Sagres): 2012[101]
- Melhor jogador jovem da Liga Francesa: 2014
- Jogador com mais assistências da Liga Francesa: 2014
- Melhor jogador do Mônaco: 2013–14
- MVP: Copa do Mundo FIFA de 2014 Colômbia 3 x 0 Grécia, Colômbia 2 x 1 Costa do Marfim e Colômbia 2 x 0 Uruguai
- Melhor jogador da fase de grupos da Copa do Mundo FIFA:  2014
- Melhor Gol da Copa do Mundo FIFA: 2014
- Chuteira de Ouro da Copa do Mundo FIFA: 2014
- Melhor jogador Sul-Americano: 2014
- Prémio FIFA Ferenc Puskás: 2014
- Melhor meia da La Liga de 2014–15[102]
- 87º melhor jogador do ano de 2016 (The Guardian)[103]
- Melhor jogador da Copa América de 2024

Coletivos
- Seleção Ideal do Campeonato Português ("Record" e "O Jogo"): 2012 e 2013[104][105]
- Seleção Ideal do Campeonato Francês: 2014
- Seleção Ideal da Copa do Mundo FIFA: 2014
- Seleção Ideal da Copa América de 2019
- Seleção Ideal da Copa América de 2024
- IFFHS MEN’S ALL TIME COLOMBIA DREAM TEAM[106]

### Artilharia
- Copa do Mundo FIFA de 2014 (6 gols)